# Barleria monostachya
Barleria monostachya là một loài thực vật có hoa trong họ Ô rô. Loài này được Bojer mô tả khoa học đầu tiên năm 1834.